# Antonio Francesco Sanvitale
Antonio Francesco Sanvitale (Parma, 10 de fevereiro de 1660 - Urbino, 17 de dezembro de 1714) foi um cardeal do século XVIII

## Biografia
Nasceu em Parma em 10 de fevereiro de 1660. De uma família antiga e ilustre. Filho de Luigi Sanvitale, primeiro conde de Belforte, e de Margherita Talenti Fiorenza, dos marqueses de Conturbia. Ele também está listado como Antonius Franciscus Sanvitalis; como Antonio Francesco San-Vitale; e como Antonius Sanuitalis.
Estudos iniciais no Collegio Clementino, Roma, de 1676 a 682; depois, estudou na Universidade de Parma, onde obteve o doutorado in utroque iure, tanto em direito canônico quanto em direito civil, em 27 de junho de 1684.
Entrou no estado eclesiástico e foi para Roma. Ingressou na prelazia romana no pontificado do Papa Inocêncio XII e foi nomeado referendário dos Supremos Tribunais de Justiça e de Graça, em 24 de janeiro de 1696. Eleitor do Supremo Tribunal da Assinatura Apostólica em julho de 1697; e consultor da Suprema Sagrada Congregação do Santo Ofício. Cânon do capítulo da basílica patriarcal do Vaticano, 22 de agosto de 1698.
Ordenado em 27 de dezembro de 1699. Vice-legado em Avinhão de 15 de março de 1700 a 31 de março de 1703.
Eleito arcebispo titular de Éfeso em 16 de julho de 1703. Consagrado em 22 de julho de 1703, igreja de S. Andrea della Valle, Roma, pelo cardeal Fabrizio Paolucci. Assistente no Trono Pontifício, 15 de agosto de 1703. Núncio em Florença, 17 de agosto de 1703. Chamado de volta a Roma pelo papa, foi nomeado assessor da Suprema Sagrada Congregação da Inquisição Romana e Universal, em junho de 1706. Prefeito dos Cubículos de Sua Santidade, em 1º de novembro de 1707. Transferido para a Sé Metropolitana de Urbino, em 6 de maio de 1709; recebeu o pálio em 19 de junho de 1709. Como arcebispo, distinguiu-se pelo zelo com que realizou as visitas pastorais; pela sua generosidade para com os pobres; e para a celebração de vários sínodos diocesanos.
Criado cardeal e reservado in pectore no consistório de 15 de abril de 1709; publicado no consistório de 22 de julho de 1709; recebeu o chapéu vermelho em 27 de julho de 1709; e o título de S. Pietro in Montorio em 9 de setembro de 1709.
Morreu em Urbino em 17 de dezembro de 1714, às 19h. Exposto e sepultado na catedral metropolitana de Urbino.